# Théorie de la circonscription
La Théorie de la circonscription est une théorie influente, sur le rôle de la guerre dans la formation de l'État en anthropologie politique, formulée par l'anthropologue Roberto Carneiro en 1970. La théorie a été résumée en une phrase par Schacht: “Dans les zones à terrains agricoles circonscrits, la pression démographique favorisa la guerre, stimulant l'émergence de l'état."

## Grandes lignes de la théorie
La circonscription environnementale se produit quand une zone de terres agricoles productives est entourée par des zones moins voire non productives comme les montagnes, le désert ou la mer.  
S'il n'y a pas de circonscription environnementale, alors les perdants de la guerre peuvent migrer et s'installer ailleurs, bien qu'il n'y ait pas d'obligation de fuite. S'il y a circonscription environnementale ceux qui ont perdu la guerre sont obligés de se soumettre à leurs vainqueurs, parce que la migration n'est pas possible, les deux populations, vaincue et vainqueur, sont unies, et l'une domine l'autre. La multiplication des guerres crée des organisations politiques de plus en plus importantes, à mesure que les terres se raréfient.